# ТЕЦ Здешовиці
50°25′17″ пн. ш. 18°7′57″ сх. д. / 50.42139° пн. ш. 18.13250° сх. д.
ТЕЦ Здзешовиці – теплоелектроцентраль на півдні Польщі, за шість десятків кілометрів на північний захід від Катовиць.
Розташований у Здзешовицях коксохімічний завод має власну ТЕЦ, обладнану трьома паровими котлами OPG-140, постаченими у 1974 (два) та 1993 роках рацибузькою компанією «Rafako». Вони розраховані на спалювання вугілля та коксового газу, великі обсяги якого продукуються у основному технологічному процесі заводу.
Від котлів живляться три парові турбіни: встановлена в 1975-му Siemens EHNG 40/32 UP  потужністю 18 МВт, запущена в 1976-му Siemens EHNK 50/56 UP потужністю 25 МВт та встановлена у 1997-му ABB VE 63 UK з показником 32 МВт, постачена із чеського Брно.